# 貝吹のかぎ万燈
貝吹の鍵万燈（かいふくのかぎまんとう）は、毎年8月14日に愛知県西尾市貝吹町の万燈山にて行われる火祭りである。遠方から見ると火線が鉤状に見えることから、「鍵万燈」と呼ばれるようになった。

## 概要
愛知県西尾市の東端に位置する貝吹町では、「鍵万燈」という盆行事がある。「鍵万燈」は、貝吹町の南端、標高160余メートルの万燈山で行われる火祭りである。毎年8月14日の夜、万燈山の山頂にある「千人塚」の前で火線に火を焚く。遠方から、その火線が鉤状に見えることから、「鍵万燈」と呼ばれるようになった。近年では、「鍵万燈」の点火に合わせて花火も打ち上がるため、町外からも多くの遠望者が集う。900年以上の歴史を誇り、1968年8月23日には市の無形文化財に指定された。
鍵万燈は旧暦7月14、15日の2日間行っていたが、新暦に変わってからは8月14日の一夜限りとなった。「鍵万燈」は、迎え火と送り火を区別しておらず、両方の精霊火を担っていると考えられる。戦争による灯火管制で昭和17年から九年間中止され、昭和25年に復活するも、松明などの材料不足で、再び中止になった。そして昭和34年から、貝吹町全戸の協力により再び火を焚くようになる。

## 起源
「鍵万燈」の起源は断定されていないが、それについて記された資料は二つ存在する。「万燈山長円寺記」(貝吹町長円寺蔵、1679)では、貝吹という地名の由来と共に、町民が万灯を焚いて戦国時代の武士の霊を祭るために「鍵万燈」が始まったことが記されている。一方で、「友うづら夢がたり」(貝吹町名倉五郎蔵、1769)では、貝吹で起こっていた真言宗の浅井千坊と天台宗の須美千坊の宗論が激化し、戦を始めたことがきっかけとしている。その戦で亡くなった僧兵の魂が、ある時は霊となって現れ、ある時は大蛇になって田畑を荒らした。そこで町民が、柴や薪で火を燈し、霊魂を祀ったところ、怪異がなくなったことから「鍵万燈」を行うようになったとされている。二つの資料では、霊を祀る点では一致しているものの、その対象霊は大きく異なっている。

## 準備
貝吹町では山、北、中、南の４区に分かれており、2組が隔年で当番になる。旧暦は七月一日から万燈山山頂までの山道を掃除していたが、現在は行っていない。八月一日に当番へ確認のための通知を行うのみである。当番になった2組(約30人)は、祭り当日の午前4,5時に準備を開始する。大正4年ごろまでは法螺貝を、昭和初年までラッパを吹いて集合をかけていたが、こちらも現在は行っていない。担当者たちはそれぞれ車で登山道を登って準備をする。準備工程は、大きく分けて３つに分けられる。 

### すずみ作り
すずみとは点火する柴の山のことで、ツボラとも呼ぶ。鍵万燈の鍵部分と桿部分の二つに分かれ、分担して作業する。最初に火線周辺の柴草を10メートルほど帯状に刈る。全員で朝食を食べた後、すずみの骨組み作業に入る。2,3メートルほどの落葉樹を立て、倒れないように添え木を組み合わせる。骨組みができると、刈った柴草を全体に覆いかぶせて設置する。「千人塚」の前に立てるすずみを最も大きくし、それを中心に北側の鍵方と南側の桿方に下るにつれて小さく作っていく。これは、山頂のすずみから順に火をつけていったときに、全てのすずみが最後まで均等に燃え上がるよう工夫したものである。全てのすずみの数は、煩悩の数である108基としていたが、現在では鍵方30基、桿方30基の60基ほどである。 

### 親万燈づくり
親万燈とは、最初に焚く火のことで、この火を松明に移してすずみに点火させる。切り出した木を山積みにした後、若い男性がゆすり木(親万燈の火の粉を巻き上げるための木)を切り、女性やお年寄りが柴草を刈る。ここまでで準備完了となり、各自帰宅する。

### 松明づくり
松明は、すずみに火を移すための松明は、祭り本番までに各家で3本ずつ準備する。長さは3メートル余になる。

## 祭り当日
午後6時になると当番(男性限定)は再び山頂に集まる。「千人塚」への供養を終わらせた後、午後7時頃から親万燈に火を焚く。十分燃えたところで太い松の木を覆い、用意していたゆすり木や柴草を被せる。するといったん火勢が衰える。これを「フセル、フセ」と呼ぶ。再度火勢が盛り返すと、10人ほどでよいしょ、よいしょと言いながらゆすり木をゆすって火の粉を舞わせる。これを「ユスリ」または「火炎の舞」という。この間に「鍵万燈」を焚く係を決める。まず、当番がそれぞれ持ち寄った松明の中から、より優れた松明を12組(36本)選ぶ。鍵方6組と桿方6組に分け、残った松明は予行練習ように使われる。次に、当番の中から鍵方と桿方、それぞれ熟練者を6人選ぶ。さらにその6人から、オキテ、5番手、4番手、3番手、2番手、大将を決める。オキテは最も熟練した人、大将はまとめ役である。12名以外の人たちも二組に編成し、警備や点火の手助けをする。
「ダラ」と呼ばれる予行練習を行った後、午後9時ごろに「鍵万燈」を点火させる。係の12名は親万燈の前で円陣を組み、親万燈の火を持っている松明へ移す。ここから鍵方と桿方に分かれてすずみに火を着ける。松明を高く掲げ、火先を離さないように6人で調子を合わせながら移動する。そしてオキテ、5番手、4番手の順に松明をすずみに投げ入れる。このときお互いの位置を確認するため、大将は「コタエタ、コタエタ」、オキテや5番手以下の者は「エイトウ、エイトウ」と大声で調子をとり合う。オキテは自分の持つ松明から5番手、4番手の順に、ツボラ一つ一つへ投げ入れる。
最後の鍵部分のすずみは、大将とオキテの2人のみで焚く。このとき、松明を地面に引きずるようにして滑り降りるため、遠望者は松明の火を見失う。この見えなくなった火が再び見えることを火先が「飛ぶ」という。これを巧妙に行えないと「飛ばなかった」と非難される。昔は火の燃え具合やかぎの形でその年の稲の豊凶を占っていた。現在ではさほど意識されていない。「鍵万燈」が燃え始めると、仕掛けていた花火を打ち上げて、無事に点火したことを遠望者に知らせる。すずみは30分ほどで自然消化されるため、特別な後片付けはしない。

## アクセス
車で東名高速道路「岡崎IC」から県道26号、県道43号、県道42号で25分程度。県道42号の「長円寺看板」から東へ約3Km。で長円寺の駐車場が見える。電車の場合は、名鉄西尾線「西尾駅」から名鉄東部交通（バス）にて「貝吹」バス停下車後、徒歩約15分。